# Тополовець (Врбовець)
Тополовець (хорв. Topolovec) — населений пункт у Хорватії, в Загребській жупанії у складі міста Врбовець.

## Населення
Населення за даними перепису 2011 року становило 133 осіб.
Динаміка чисельності населення поселення:

## Клімат
Середня річна температура становить 10,63 °C, середня максимальна – 25,45 °C, а середня мінімальна – -6,44 °C. Середня річна кількість опадів – 826 мм.
| Клімат поселення                              | Клімат поселення | Клімат поселення | Клімат поселення | Клімат поселення | Клімат поселення | Клімат поселення | Клімат поселення | Клімат поселення | Клімат поселення | Клімат поселення | Клімат поселення | Клімат поселення | Клімат поселення |
| Показник                                      | Січ.             | Лют.             | Бер.             | Квіт.            | Трав.            | Черв.            | Лип.             | Серп.            | Вер.             | Жовт.            | Лист.            | Груд.            |                  |
| Середній максимум, °C                         | 6,12             | 8,31             | 12,86            | 17,01            | 22,20            | 25,45            | 24,76            | 24,08            | 19,98            | 14,74            | 9,08             | 4,90             |                  |
| Середня температура, °C                       | −0,18            | 2,00             | 6,56             | 10,72            | 15,90            | 19,16            | 20,73            | 20,06            | 15,96            | 10,72            | 5,06             | 0,87             |                  |
| Середній мінімум, °C                          | −6,44            | −4,27            | 0,27             | 4,43             | 9,60             | 12,86            | 16,70            | 16,03            | 11,94            | 6,70             | 1,03             | −3,15            |                  |
| Норма опадів, мм                              | 45               | 45               | 52               | 63               | 74               | 91               | 77               | 79               | 78               | 79               | 82               | 61               |                  |
| Середньомісячна швидкість вітру, м/с          | 2.00             | 2.20             | 2.60             | 2.46             | 2.30             | 2.10             | 2.00             | 1.80             | 1.85             | 1.90             | 2.00             | 2.00             |                  |
| Середньомісячна сонячна радіація, кДж/м²·день | 4073             | 6854             | 10621            | 15016            | 19226            | 21186            | 21936            | 19237            | 14095            | 8713             | 4540             | 3303             |                  |
| --------------------------------------------- | ---------------- | ---------------- | ---------------- | ---------------- | ---------------- | ---------------- | ---------------- | ---------------- | ---------------- | ---------------- | ---------------- | ---------------- | ---------------- |
| Джерело:                                      |                  |                  |                  |                  |                  |                  |                  |                  |                  |                  |                  |                  |                  |